# IC 3017
IC 3017 је спирална галаксија у сазвјежђу Береникина коса која се налази на листи објеката дубоког неба у Индекс каталогу.
Деклинација објекта је + 13° 37' 7" а ректасцензија 12h 9m 22,7s. Привидна величина (магнитуда) објекта IC 3017 износи 15,9 а фотографска магнитуда 16,7.